# Загряжский, Артемий Григорьевич
Артемий Григорьевич Загряжский (1675—1754) — русский военный и государственный деятель из дворянского рода Загряжских, генерал-аншеф, казанский губернатор.

## Биография

### Северная война
Сын стольника Григория Фёдоровича Загряжского начал службу есаулом под началом боярина А. С. Шеина. Участвовал в Азовских походах. В 1700 году «написан в генеральство генерала Адама Адамовича Вейде в учение», по завершении которого был произведен в поручики и назначен в пехотный полк Фан Делдина. В том же году участвовал в осаде Нарвы и был ранен в голову. В 1701 году назначен адъютантом генерал-фельдмаршала Б. П. Шереметева, участвовал в сражении под Ряпиной мызой, в котором был ранен шпагой в ногу, затем в битве при Эрестфере и осаде Нотебурга.
В 1704 году переведён в кавалерию и назначен капитан-поручиком в эскадрон генерал-фельдмаршала Б. П. Шереметева, переименованный впоследствии в 1707 году в Архангелогородский драгунский полк. В 1705 году участвовал в сражении при Мур-мызе. В 1706 году участвовал в Астраханском походе Б. П. Шереметева против стрельцов, затем в осаде Выборга. В 1706 году пожалован в чин капитана.
1707-й год он провел в походе в Польше, в 1708 году участвовал в сражении под Добром, где был в третий раз ранен пулей в ногу. В 1708 году пожалован в чин подполковника. В следующем году сражался в Полтавской битве.
В 1711—1712 годах состоял при короле Августе II под началом князя Григория Долгорукова в Великой Польше и Померании. В 1712 году произведен в полковники и назначен командиром Киевского драгунского полка. В 1713 году Загряжский участвовал в штурмах городов Тённинга и Штеттина, в 1715 году был в походе в Польшу и Померанию, участвовал в штурме Висмара, затем стоял под Копенгагеном.

### По окончании Северной войны
В 1724 году во время коронации Екатерины I взят капралом в кавалергардию. 1 января 1726 года пожалован в генерал-майоры и назначен начальником войск в Воронежской губернии. В царствование императора Петра II в 1727—1731 годах служил в Низовом корпусе в крепости Святого Креста, а в 1732 году был отправлен в Царицынский корпус при Царицынской сторожевой линии. Пожалован орденом Святого Александра Невского (29 июля 1731). При императрице Анне 27 июня 1733 года пожалован в генерал-лейтенанты.

### Война за польское наследство
При подготовке к войне за польское наследство в 1733 году генерал-лейтенант Загряжский был назначен в 3-й Стародубский корпус. Когда вместо 3-х решили сформировать 2 корпуса, Загряжский был назначен командовать 2-м Смоленским корпусом в 17 500 человек. 30 июня императрица Анна направила Загряжскому и командиру 1-го Рижского корпуса генерал-аншефу Петру Ласси указ о выступлении в Польшу.
В 1734 году Артемий Григорьевич в составе осадного корпуса Ласси участвовал в осаде Данцига. После взятия Данцига генерал-фельдмаршал граф Миних направил Артемия Григорьевича к Раве и Ловичу во главе отряда в 7656 солдат и 826 казаков.

### Русско-турецкая война
С началом русско-турецкой войны генерал-лейтенант Загряжский был назначен в Донскую армию генерал-фельдмаршала Ласси. Участвовал в осаде Азова и после взятия крепости был назначен её комендантом. В 1737 году действовал на Днепре.
В 1738 году Артемий Григорьевич состоял в Днепровской армии графа Миниха. При возвращении из похода 12 августа татары атаковали отряд фуражиров, оставленный без конвоя. В бою были убиты 124 человека, 94 ранены и 580 человек пропали без вести. Как писал современник, «Загряжский приказал для своего корпуса идти на фуражирование под прикрытием полковника и майора с 800 человек пехоты и драгун, но как не ожидали никакой для себя опасности, то конвой находился там для одного лишь вида. Фуражиры, оставя проводников своих назади, отважились уйти вперед мили на две от лагеря, рассеявшись по полям. Засевшие в засадах татары вдруг на них напали, изрубили от 3 до 4 сотен солдат и погонщиков, взяли по крайней мере такое же число в полон и увели с собою с лишком 2 тысячи быков и лошадей прежде, нежели конвой мог им воспротивиться». Граф Миних, взбешенный просчетом своих офицеров, приказал расстрелять начальника конвоя полковника Тютчева, а бригадир князь Константин Кантакузен и генерал-лейтенант Загряжский, «пославший фуражиров при весьма недостаточном прикрытии, в противность данному от фельдмаршала повелению, и не учинивший надлежащего от себя предписания полковнику», были разжалованы в рядовые, в каковом качестве они и прослужили всю кампанию 1739 года.

### Восстановление в звании
14 февраля 1740 года Артемий Григорьевич был восстановлен в звании. Высочайшим указом было повелено «всех тех, которые во время прошедшей войны за неисправление должностей своих военным судом осуждены и чинов лишены, всемилостивейше простить, с возвращением им прежних чинов и отставлением их от военной службы». 20 марта 1740 года, «по ордеру» графа Миниха, Загряжскому было предписано явиться в Петербург в государственную Военную коллегию «для подлинной отставки» и определения к статским делам. В мае 1740 года Артемий Григорьевич, тяжело переживавший обрушившиеся на него кары, подал прошение о полной отставке: «За мою многолетнюю службу, за ранами и слабостью, и от статской службы отставить, ибо я, за ранами и слабостью, статской службы понесть не могу». Полной отставки генералу не дали. 27 мая Загряжский указом Сената «для излечения его болезни отпущен в дом на два года», но вскоре был назначен губернатором в Казань.
21 февраля 1753 года Артемий Григорьевич Загряжский был уволен от службы с производством в генерал-аншефы.

## Семья
В браке с княжной Анастасией Борисовной Барятинской (г/р 1699) и имели следующих детей:
- Александр Артемьевич (1716—1786) — генерал-поручик, попечитель петербургского Воспитательного дома; у него сыновья Николай и Иван.
- Николай Артемьевич (1729—24.12.1788[2]) — гвардии секунд-майор, унаследовал от отца и обустроил тамбовское имение Загрядчина; в браке с княжной Анастасией Михайловной Голицыной (дочерью генерал-адмирала) детей не имел.
- Мария Артемьевна (1722—1784), в 1-м браке за поручиком А. В. Исленьевым, во 2-м браке за бароном А. Г. Строгановым; дочь от первого брака Анна была женой генерал-фельдмаршала И. Г. Чернышёва.